# Маргарита Нидерландская
Маргарита (Маргрит) Франциска Нидерландская (нидерл. Margriet Francisca, Prinses der Nederlanden, род. 19 января 1943 года, Городская больница Оттавы, Оттава, Канада) — нидерландская принцесса, младшая сестра экс-королевы Беатрикс, тетя нынешнего короля Виллема-Александра. Входит в число членов Королевской семьи и Королевского дома Нидерландов, а также занимает восьмое место в наследовании нидерландского престола.

## Биография
Принцесса родилась в Оттаве, 19 января 1943 года, когда её семья была вынуждена в 1940 году уехать из Нидерландов в Канаду из-за оккупации территории страны нацистской Германией.
Своё имя Маргарита принцесса получила в честь цветка, который был символом борьбы против Германии.
Маргарита была крещена в одной из протестантских церквей Оттавы. Её крестными стали президент США Франклин Рузвельт, королева Великобритании Мария, Кронпринцесса Норвегии Марта (которая также находилась в Канаде), Мартина Роилл (фрейлина её матери).
В августе 1945 года Королевская семья вернулась в Нидерланды и принцесса впервые увидела родину. Родители принцессы стали проживать во дворце Сусдейк, в котором жили и до войны.
Обучалась в Лейденском университете, где познакомилась со своим будущим мужем Питером ван Волленховеном. Их помолвка была объявлена 10 марта 1965 года. Поженились 10 января 1967 года в Гааге, в Соборе Святого Иакова. Королева Юлиана, мать невесты, постановила, что дети, рожденные от этого брака будут носить титул «Их высочества принцы/принцессы Оранско-Нассауские». Этот титул не передается их потомкам.
В настоящее время принцесса представляет королевскую семью на различных мероприятиях как в Нидерландах, так и в других странах.
У принцессы и её мужа родилось четверо сыновей:
- Е.В. принц Мауриц (род. 17 апреля 1968) — женился на Марии Елена ван Дер Брук (род. 4 февраля 1970) 29 мая 1998. Они имеют троих детей:
  - Анастасия Маргарита Жозефина ван Липпе-Биестерфельд ван Волленховен (род. 15 апреля 2001);
  - Лукас Мауриц Питер Анри ван Липпе-Биестерфельд ван Волленховен (род. 26 октября 2002);
  - Фелиция Юлиана Бенедикта Барбара ван Липпе-Биестерфельд ван Волленховен (род. 31 мая 2005);
- Е.В. принц Бернард (род 25 декабря 1969) — женился на Анне́тт Секре́ве (род. 18 апреля 1972) 6 июля 2000. Они имеют троих детей:
  - Изабелла Лилия Юлиана ван Волленховен (род. 14 мая 2002);
  - Самюэл Бернард Луи ван Волленховен (род. 25 мая 2004);
  - Беньяамин Питер Флорис ван Волленховен (род. 12 марта 2008);
- Е.В. принц Питер-Кристиан (род. 22 марта 1972) — женился на Аните ван Эйк (род. 19 октября 1969) 25 августа 2005. Они имеют двух детей:
  - Эмма Франциска Екатерина ван Волленховен (род. 28 ноября 2006);
  - Питер Антон Мауриц Эрик ван Волленховен (род. 19 ноября 2008);
- Е.В. принц Флорис (род. 10 апреля 1975) — женился на Эйми Сёнген (род. 18 октября 1977) 20 октября 2005. Они имеют трех детей:
  - Магали Маргарита Элеонова ван Волленховен (род. 9 октября 2007);
  - Элиана София Каролина ван Волленховен (род. 5 июля 2009);
  - Виллем Жан Йоханс Питер Флорис ван Волленховен (род. 1 июля 2013).

После свадьбы старшего сына принцессы было объявлено, что титул сыновей принцессы Маргариты распространяется и на их супруг. Дети старшего сына получат фамилию ван Липпе-Биестерфельд ван Волленховен. Дети принцев Бернарда, Питера Кристиана и Флориса получат фамилию ван Волленховен.
Принц Питер Кристиан и принц Флорис заключили свои браки без согласия парламента. По этой причине они утратили свои права на наследование трона Нидерландов.
После отречения 30 апреля 2013 года королевы Беатрикс, дети принцессы Маргариты больше не являются членами Королевского Дома, а также не могут наследовать трон, но они являются членами королевской семьи.

## Титулы
- 19 января 1943 — 10 января 1967: Её Королевское Высочество принцесса Маргарита Нидерландская, принцесса Оранско-Нассауская, принцесса Липпе-Биестерфельдская;
- С 10 января 1967: Её Королевское Высочество принцесса Маргарита Нидерландская, принцесса Оранско-Нассауская, принцесса Липпе-Биестерфельдская, Мисс ван Волленховен.